# نظام العصور الثلاث

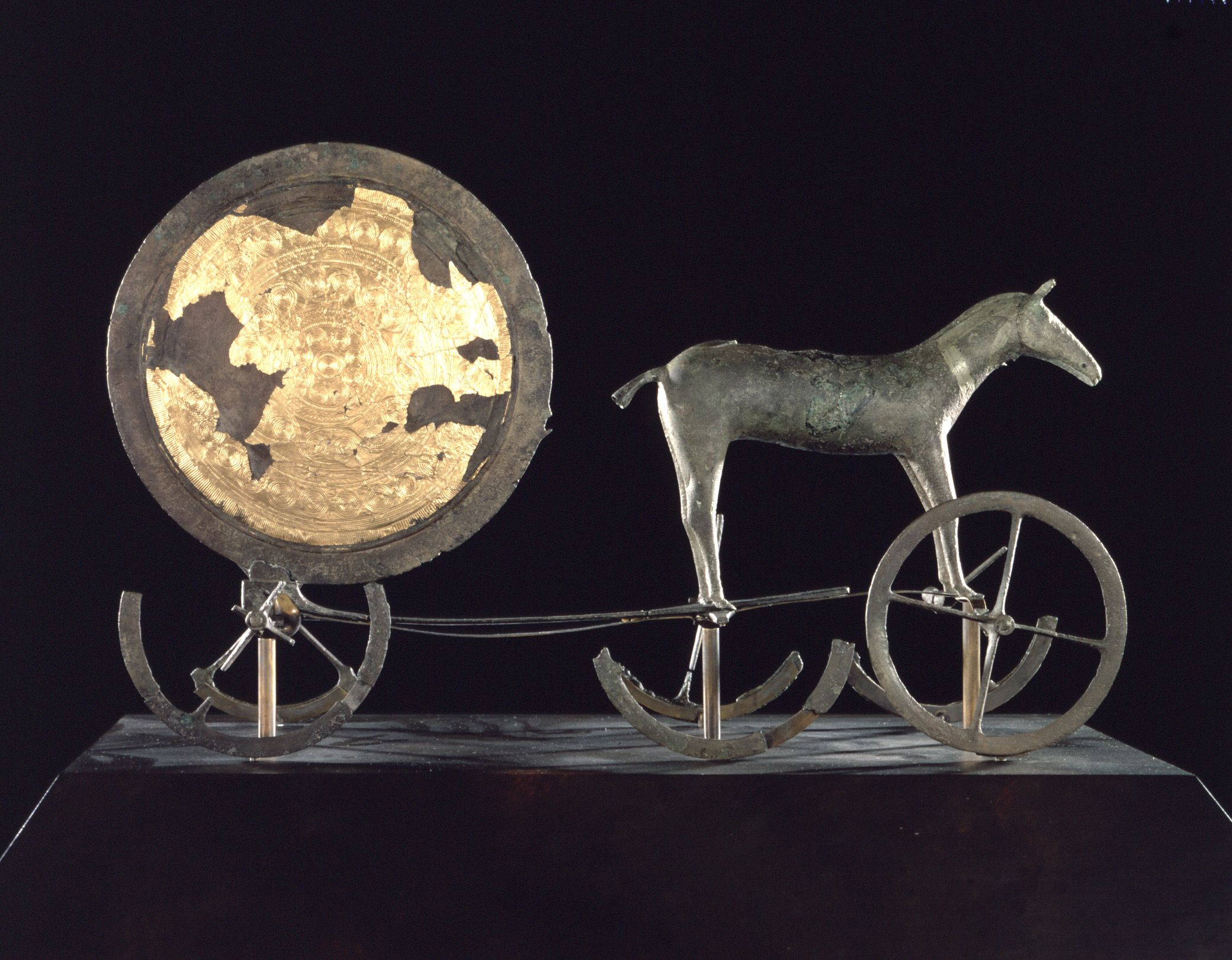

نظام العصور الثلاث هو تقسيم التاريخ إلى فترات زمنية قابلة للقسمة على ثلاث؛ على سبيل المثال: العصر الحجري والعصر البرونزي والعصر الحديدي؛ على الرغم من أنه يشير أيضًا إلى التقسيمات الثلاثية الأخرى لفترات زمنية تاريخية. وفي التاريخ وعلم الآثار والأنثروبولوجيا الفيزيائية (علم الإنسان الحيوي)، يعد نظام العصور الثلاث مفهومًا منهجيًا جرى تبنيه خلال القرن التاسع عشر، ويمكن من خلال هذا النظام ترتيب القطع الأثرية والأحداث العائدة إلى المرحلة المتأخرة ما قبل التاريخ والتاريخ المبكر في تسلسل زمني يمكن تمييزه. وقد بدأ هذا النظام كوسيلة لتصنيف مجموعات المتحف الملكي للآثار الشمالية في كوبنهاغن، من قبل مدير المتحف سي. جي. تومسون، إذ صنف المجموعات وفقًا لكونها مصنوعات يدوية من الحجر أو البرونز أو الحديد.
استهوى هذا النظام أولاً الباحثين البريطانيين الذين يعملون في الإثنولوجيا (علم الأعراق) وقد اعتمدوه لإنشاء سلالات عرقية لماضي بريطانيا استنادًا إلى أنواع الجماجم. على الرغم من أن علم الأعراق المستند إلى الجماجم الذي شكل سياقه العلمي الأول لا يحمل أي قيمة علمية، فإن التسلسل الزمني النسبي للعصر الحجري والعصر البرونزي والعصر الحديدي لا يزال قيد الاستخدام في السياق العام والشعبي، وما يزال نظام العصور الثلاث يشكل أساس التسلسل الزمني لعصور ما قبل التاريخ لأوروبا وحوض البحر المتوسط والشرق الأدنى.
تعكس هذه البنية الخلفية الثقافية والتاريخية لأوروبا المتوسطية والشرق الأوسط، وسرعان ما خضعت لمزيد من التقسيمات الفرعية، بما في ذلك تقسيم العصر الحجري عام 1865 من قبل جون لوبوك إلى فترات من العصر الحجري القديم والعصر الحجري المتوسط والعصر الحجري الحديث. ومع ذلك، فهو يبقى ذا فائدة ضئيلة أو معدومة لإنشاء أطر زمنية في أفريقيا جنوبي الصحراء الكبرى، وفي معظم مناطق آسيا، والأمريكيتين وبعض المناطق الأخرى، وليس له أهمية تذكر في المناقشات الأثرية أو الأنثروبولوجية المعاصرة لهذه المناطق.

## الأصل
إن مفهوم تقسيم عصور ما قبل التاريخ استنادًا إلى أنظمة تعتمد على المعادن يعود إلى التاريخ الأوروبي القديم، إذ ربما يكون لوكريتيوس هو من أنشأه في القرن الأول قبل الميلاد. لكن النظام الأثري الحالي للعصور الرئيسية الثلاث - الحجري والبرونزي والحديدي – قد أسسه عالم الآثار الدنماركي كريستيان يورغنسن تومسن (1788-1865)، الذي وضع هذا النظام على أساس أكثر علمية من خلال الدراسات النوعية ودراسات التسلسل الزمني، في البداية، للأدوات وغيرها من القطع الأثرية الموجودة في متحف الآثار الشمالية في كوبنهاغن (أصبح فيما بعد متحف الدنمارك الوطني). وقد استخدم في وقت لاحق القطع الأثرية وتقارير التنقيب التي نشرت أو أرسلت إليه من قبل علماء الآثار الدنماركيين الذين كانوا يقومون بعمليات تنقيب خاضعة للرقابة. منحه منصبه كمدير للمتحف بروزًا كافيًا ليصبح له تأثير كبير على علم الآثار الدنماركي. ولكونه شخصية معروفة ومحبوبة جدًا، فقد شرح نظامه للزوار في المتحف بشكل شخصي، والذين كان العديد منهم من علماء الآثار.

### العصور المعدنية لهسيودوس
قسم الشاعر اليوناني القديم هسيود عصور الإنسان المتعاقبة إلى خمس عصور في قصيدته الأعمال والأيام التي يرجع تاريخها إلى ما بين 650 و750 قبل الميلاد، وهذه العصور هي: 1- الذهبي، 2- الفضي، 3- البرونزي، 4- الملحمي، 5- الحديدي. ولكن فقط العصر البرونزي والعصر الحديدي يعتمدان على استخدام المعادن:
ثم خلق الأب زيوس الجيل الثالث من الفانين (البشر)، عصر البرونز... لقد كانوا مريعين وأقوياء، وقد اقتدوا بأفعال آريز الدموية، وبعنفه. ... كانت أسلحة هؤلاء الرجال من البرونز، ومنه قد صنعوا بيوتهم، وكان البرونز صنعتهم. إذ لم يكن الحديد الأسود قد وجد بعد.
عرف هسيود من خلال الشعر التقليدي، مثل الإلياذة، ومن القطع الأثرية البرونزية الموروثة التي كان المجتمع اليوناني يزخر بها، أنه قبل استخدام الحديد لصنع الأدوات والأسلحة، كان البرونز هو المادة المفضلة للاستخدام، إذ لم يُصهر الحديد سابقًا. ولم يواصل هسيود استعارته حول التصنيع، بل مزج الاستعارات، لينتقل إلى القيمة السوقية لكل معدن. فقد كان الحديد أرخص من البرونز، لذا كان يجب أن يكون هنالك عصر ذهبي وعصر فضي. فهو يصور سلسلة من العصور المعدنية، لكن في حالة تدهور عوض أن تكون حالة تقدم. حيث كان لكل عصر قيمة أخلاقية تقل عن سابقه. فيقول عن عصره: «كم أتمنى لو لم أكن أعايش الجيل الخامس من البشر، لو أني مت قبل أن يحل، أو ولدت بعد أن ينقضي».

### عملية التقدم لدى لوكريتيوس
استمر المعنى الأخلاقي لعصور المعادن. لكن لوكريتيوس استبدل حالة التدهور الأخلاقي بمفهوم التقدم، الذي تصور أنه يشبه نمو الفرد. فالمفهوم تطوري: 
لأن طبيعة العالم بأكمله تتغير مع كل عصر. فيجب أن يخضع كل شيء لمراحل متعاقبة. لا شيء يبقى كما هو إلى الأبد. كل شيء يتحرك. كل شيء تغيره الطبيعة ويُسيّر إلى طرق جديدة... تمر الأرض عبر مراحل متعاقبة، فلا تعود قادرة على تحمل ما كانت تتحمله سابقًا، وتتحمل ما لم تكن تتحمله من قبل.
اعتقد الرومان أن أنواع الحيوانات، بما فيها البشر، قد تولدت عفويًا من مواد الأرض، ويعود لهذا الاعتقاد حقيقةُ أن الكلمات الإنجليزية matter وmaterial أي المادة، تنحدر من الكلمة اللاتينية للأم mater. عند لوكريتيوس، الأرض هي الأم –فينوس- والتي أُهديت القصيدة إليها في الأسطر القليلة الأولى. فقد جلبت الجنس البشري من خلال التولد العفوي. فحيث أنهم ولدوا كنوع، كان يجب على البشر أن يكبروا لينضجوا في استكمال لتشبيههم بالفرد. وتتميز المراحل المختلفة من حياتهم الجماعية بتراكم الأعراف لتشكيل حضارة مادية: 
كانت الأسلحة الأولى هي الأيدي والأظافر والأسنان. ثم جاءت الحجارة والأغصان المنتزعة من الأشجار، فالنار واللهب بمجرد اكتشافها. بعدها تعلم الرجال استخدام الحديد الصلب والنحاس. فكانوا يحرثون التربة بالنحاس. وبه جلدوا أمواج الحرب المتلاطمة، وبدرجات بطيئة ظهر السيف الحديدي؛ وفقد المنجل البرونزي اعتباره. وبدأ الفلاح يشق الأرض بالحديد...
تصور لوكريتيوس أن إنسان ما قبل التكنولوجيا كان «أقوى بكثير من رجال اليوم... فقد عاش حياته كما الوحوش البرية يهيم على وجهه». وكانت المرحلة التالية هي استخدام الأكواخ والنار والملابس واللغة والأسرة. فدول المدن، ثم تبعها الملوك والحصون. ويفترض لوكريتيوس أن الصهر الأول للمعادن قد حدث عن طريق الخطأ خلال حرائق الغابات. استُخدم النحاس بعد الحجارة والأغصان وسبق استخدام الحديد.